# مادالين موراي أوهير
مادالين موراي أوهير (بالإنجليزية: Madalyn Murray O'Hair)‏ (13 أبريل 1919 - 29 سبتمبر 1995) ناشطة أمريكية داعمة الإلحاد وفصل الكنيسة عن الدولة. في عام 1963 أسست منظمة الملحدين الأمريكيين وشغلت منصب رئيسها حتى عام 1986 ، وبعدها خلفها ابنها جون غارث موراي. ابتكرت العدد الأول من مجلة الملحد الأمريكية.
اشتهرت أوهير بقضية موراي ضد كورليت ، التي تحدت سياسة الصلوات الإلزامية وقراءة الكتاب المقدس في المدارس العامة في بالتيمور، والتي عينت فيها ابنها الأول
ويليام ج. موراي كمدعي . تم دمجها مع قضية مدرسة مقاطعة أبينغتون ضد شيمب (1963)، وسمعتها المحكمة العليا في الولايات المتحدة الأمريكية، التي قضت بأن قراءة الكتاب المقدس الرسمية في المدارس الحكومية الأمريكية كانت غير دستورية. وكانت المحكمة العليا قد حظرت الصلاة التي ترعاها رسميا في المدارس في قضية إنجل ضد فيتالي (1962) لأسباب مماثلة. من خلال الملحدين الأمريكيين، رفع أوهير دعاوى أخرى حول قضايا الفصل بين الكنيسة والدولة.
اختفت مادالين أوهير وابنها الثاني جون غارث موراي وحفيدتها روبن موراي أوهير في أوستن، تكساس في عام 1995. سحب "غارث موراي" مئات الآلاف من الدولارات من أموال الملحدين الأمريكيين، وكانت هناك تكهنات بهروب الثلاثي. في نهاية المطاف، ركزت التحقيق على ديفيد رولاند ووترز وشركائه، وهو مجرم مدان وموظف سابق في الملحدين الأمريكيين، أدين باختطفوا وقتل أوهير وجون غارث موراي وروبن موراي أوهير. لم يُعثَر على الجثث حتى قاد ووترز السلطات إلى مكان دفنها بعد إدانته.

## روابط خارجية
- مادالين موراي أوهير على موقع IMDb (الإنجليزية)
- مادالين موراي أوهير على موقع إن إن دي بي (الإنجليزية)
- مادالين موراي أوهير على موقع قاعدة بيانات الفيلم (الإنجليزية)